# Narcocorrido
Narcocorridos (Drogen-Balladen) sind ein musikalisches Subgenre des Corrido im Norden Mexikos und der Hispanics in den USA. Sie werden auch als mexikanische Version des Gangsta-Rap bezeichnet.

## Geschichte und Hintergrund
Während die Corridos zu Beginn des 20. Jahrhunderts Geschichten über die Heldentaten der mexikanischen Revolution besangen, thematisieren seit Anfang der 1980er Jahre die Songs der Narcocorridos die Welt der mexikanischen Narcos, „in der Draufgänger, Schlägertypen und vulgäre Angeber auf der Suche nach schnellem Geld als Vorbilder gelten“. Die Texte der Lieder können sowohl eine Verherrlichung des Lebensstils eines Drogenschmugglers oder der Taten bekannter Verbrecher im mexikanischen Drogenkrieg zum Thema haben als auch sich kritisch mit dem Problem des Drogenhandels auseinandersetzen; einer der populärsten Songs heißt „Schmuggel und Verrat“. Dass sich dies für Komponisten und Musiker als Gratwanderung erweist, offenbart die Zahl der Toten: Zwischen 2007 und 2010 wurden fünfzehn Musiker von den Kartellen ermordet. Obwohl die Politiker den Musikern Zynismus vorwerfen, sehen sich die Sänger der Narcocorridos als „Chronisten der Problematik“, so Jorge Hernandez von der Gruppe Los Tigres del Norte.

## Musiker und Bands
Zu den bekanntesten Interpreten von Narcocorridos gehören die bereits 1968 gegründete Gruppe Los Tigres del Norte, Los Tucanes de Tijuana sowie Reynaldo Martínez, Lupillo Rivera, Jessie Morales, Valentín Elizalde, El R.M. und der 2010 ermordete Sergio Vega. Aktueller Star des Genre ist El Komander. Auch der weltweit berühmte Musiker Peso Pluma gilt als Sänger von Narcocorridos.
Die im Rundfunk verbotenen Songs  werden in der Kompilationsreihe Corridos prohibidos vermarktet; 2010 erschien die 13. Folge.

## Narcocorridos in der Kunst
- In mexikanischen Gangsterfilmen gibt es das Subgenre Narco pelicula, in dem oft Künstler des Genres auftreten.[5]
- 2005: In der TV-Serie CSI: Vegas ermittelt in der Episode Spiel mir das Lied vom Tod (Staffel 5, Folge 12) ein Reporter inkognito in der Narcocorrido-Szene.
- 2009: In der TV-Serie Breaking Bad wird die Episode Negro y Azul (Staffel 2, Folge 7) mit einem fiktiven Narcocorrido eröffnet, der die Geschehnisse der Serie thematisiert.
- 2017: In dem Videospiel Tom Clancy’s Ghost Recon Wildlands gibt es einen Radiosender namens Radio Santa Blanca, der sich auf Narcocorridos spezialisiert hat.